# Ли Сан Су
Ли Сан Су (кор. 이상수, род. 13 августа 1990 года) — южнокорейский игрок в настольный теннис, 6-кратный призёр чемпионатов мира в различных разрядах, чемпион Азии 2013 года в миксте и 2021 года в одиночном разряде.

## Биография

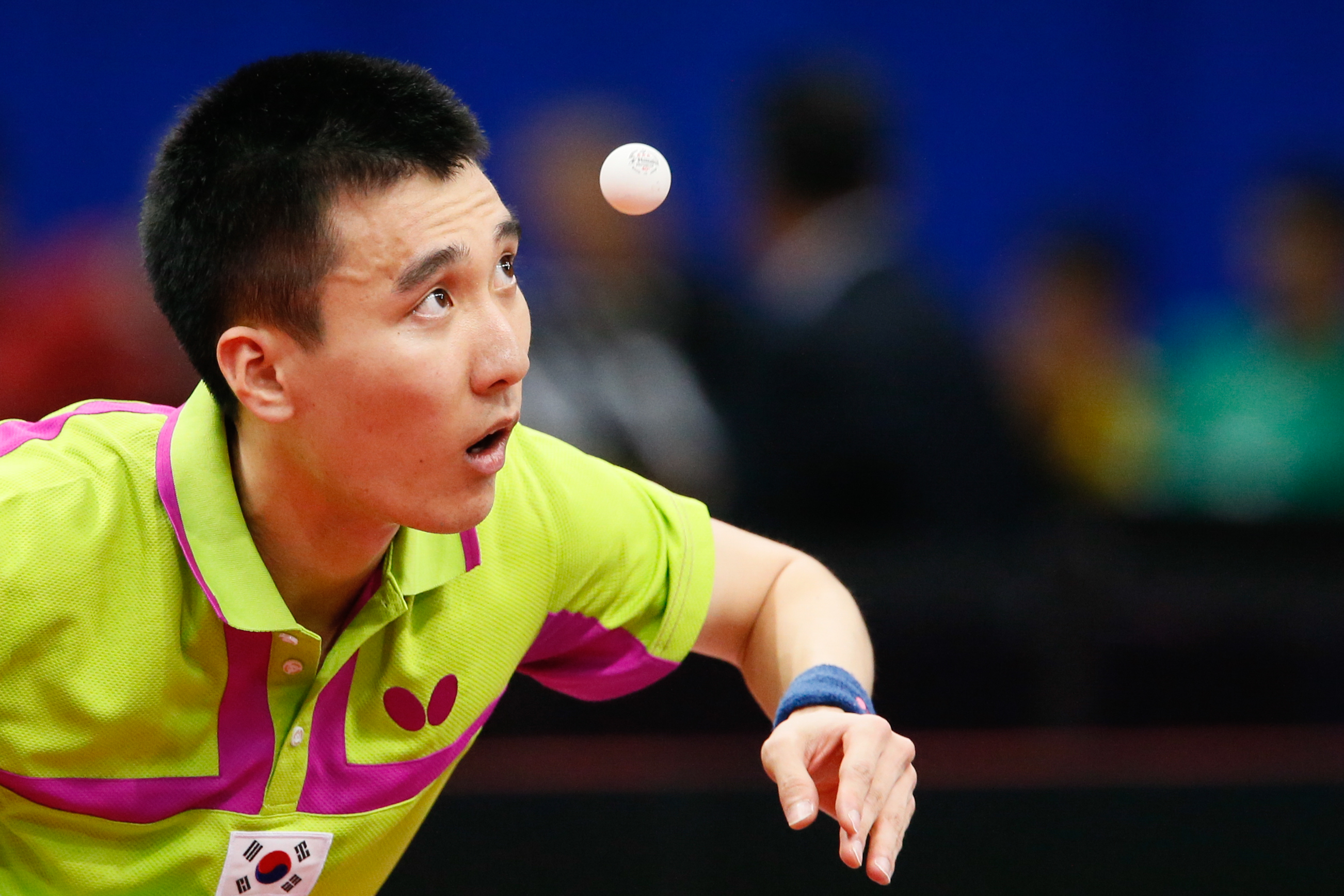
2017 год

Ли Сан Су начал играть в настольный теннис с 10 лет. По словам самого игрока, наибольшее влияние на его карьеру в теннисе оказали его отец и знаменитый южнокорейский игрок Ю Сын Мин.
Первый успех на международной арене пришел к Ли Сан Су в 2007 году на юношеском чемпионате мира по настольному теннису 2007 года в Пало-Алто, где он завоевал бронзовую медаль в одиночном разряде.
В 2010 году Ли Сан Су выиграл в одиночном разряде свой первый этап «ITTF World Tour», в Веленье, Словения. В 2011 году он еще раз одержал победу в одиночном разряде на этапе «ITTF World Tour» в Владыславово, Польша.
В 2016 году Ли Сан Су в составе команды Республики Корея участвовал в летних Олимпийских играх в Рио-де-Жанейро.
В 2017 году Ли Сан Су впервые вошел в десятку сильнейших теннисистов мира по рейтингу ITTF.
Участник Олимпийских игр 2020.
В 2021 году Ли Сан Су на Чемпионате Азии в Дохе выиграл золотые медали в одиночном и командном разрядах.

## Стиль игры
Ли Сан Су играет в атакующем стиле, используя европейскую хватку ракетки правой рукой.